# Тарара
Тарара (исп. Tarará) — небольшой курортный город на Кубе, в 10 км к востоку от центра Гаваны (административно входит в состав города, муниципалитет Гавана дель Эсте), по дороге в Варадеро. Расположен на пляже Санта—Мария. Пляжи Тарары являются одними из самых лучших на Кубе.
Это курортное сообщество было построено в 1940-х годах в стиле ар-деко на холме, обращенном к Атлантическому океану . Небольшая пристань для яхт расположена на входе к западу от города. Парк развлечений был расположен напротив этого входа, но теперь (2006) лежит в руинах. Хотя едва ли есть какие-либо свидетельства его прошлого существования на земле, вид сверху показывает форму пентаграммы . Пентаграмма принадлежит не Плайе Тараре, а Плайе Селимар. Он был построен после 1959 года как парк развлечений для организации «Пионерос Кубы».

## История
Тарара был спроектирован в 1940-х годах американским инженером Роялом Сильвестром Вебстером как целый город, с церковью (Санта-Елена), клубом, известным как яхт-клуб Тарара, 400 резиденциями, магазинами, кинотеатром, пристанью для яхт, общественным парком и пляжем. Многие считали, что пляж Тарара является одним из самых красивых на острове, и его дощатый настил является популярным местом выходного дня. Тарара расположена недалеко от Гаваны и аэропорта, с недавно проложенными шоссе, идущими непосредственно к курорту. Там жил мистер Вебстер, как и все его дети. Вся семья Вебстера, насчитывающая двенадцать человек, родившихся на Кубе, и восемь из которых были изначально американскими гражданами, были вынуждены покинуть остров после того, как полиция Кастро конфисковала их дома, личные вещи и деловые документы под дулом пистолета.
После кубинской революции, в январе 1959 года, Че Гевара переехал жить на летнюю виллу в Тараре, чтобы оправиться от сильного приступа астмы. Там он основал группу Тарара, группу, которая обсуждала и формировала новые планы социального, политического и экономического развития Кубы. Кроме того, Че начал писать книгу "Партизанская война", отдыхая в Тараре. Че вернулся в Тарару в июне 1959 года на свой медовый месяц после того, как женился на своей второй жене Алиде Марч.
В 1960 году здесь был открыт Высший педагогический институт им. А. С. Макаренко.
В разгар кубинско-советских отношений в городе разместились советские официальные лица, находящиеся на Кубе, а некоторое время (начало 1990-х годов) проходили лечение и оздоровление 20 тыс. детей с Украины, пострадавших от Чернобыльской аварии. После 2000 года (и частичного открытия Кубы для иностранных инвестиций) это место было выбрано для представителей иностранных компаний, которые занимались коммерческой деятельностью на Кубе, а резиденции функционируют как арендные виллы.
В 2005 году город был превращен в реабилитационный курорт для слепых пациентов из Венесуэлы, являющийся частью сделки между Фиделем Кастро и Уго Чавесом, в рамках которой Куба предоставляла медицинские услуги в обмен на венесуэльскую нефть.
В 2007 году город начал принимать китайских студентов, особенно выпускников средней школы. Это проект, в рамках которого кубинское правительство предоставляет стипендии и льготы для этих китайцев для изучения испанского языка.

## Лечебный центр
Пляжные дома Тарара теперь могут сдаваться в аренду минимум на один год от правительства для иностранных сотрудников и сотрудников посольства. В предыдущие годы канадцы, итальянцы и испанские гости арендовали пляжные домики для длительного отдыха в течение 1-6 месяцев, но это еще не было восстановлено по состоянию на 2009 год.
На территории Тарары находится современный лечебно-оздоровительный центр, где можно не только получить квалифицированную медицинскую помощь, но и пройти курс оздоровительного и антистрессового массажа, принять лечебные ванны.

## Нефтяное месторождение
В 2006 году нефть была обнаружена в скважине близ Тарары.